# Franklinův ostrov (Antarktida)
Franklinův ostrov je neobydlený ostrov v antarktickém Rossově moři. Je 11 kilometrů dlouhý. Nachází se asi 130 kilometrů východně od mysu Hickey ve Viktoriině zemi a asi 80 kilometrů severně od Beaufortova ostrova a Rossova ostrova. Na jih od něj se rozkládá McMurdův průliv.
James Clark Ross přistál na ostrově 27. ledna 1841 a pojmenoval jej po námořníkovi Johnu Franklinovi, guvernérovi Tasmánie.
Na ostrově hnízdí velká kolonie tučňáka kroužkového (P. adeliae).